# Kolonialdialekt
Kolonialdialekte sind diejenigen deutschen Dialekte, die durch Ausgleichsprozesse verschiedener westgermanischer bzw. südgermanischer Sprachen in Sprachgebiete entstanden sind, die vorher nicht rein germanischsprachig, sondern slawisch- oder baltischsprachig waren. Solche Dialekte sind z. B. die mitteldeutschen Dialekte Thüringisch-Obersächsisch, Lausitzisch, Schlesisch, aber auch verschiedene ostniederdeutsche Dialekte, wie Ostholsteinisch, Mecklenburgisch, Ostpommersch, Märkisch, Niederpreußisch.
Der Kolonialdialekt des Thüringisch-Obersächsischen hatte durch die Verbreitung der Lutherbibel einen erheblichen Einfluss auf die spätere hochdeutsche Schriftsprache, die heute als Dachsprache (Amts- und Schulsprache) verwendet wird und als Standarddeutsch die deutschen Mundarten, außer das Niederfränkisch-Niederländische in den Niederlanden und in Belgien (niederländischer Sprachraum) und die schwäbisch-alemannischen Dialekte in der Deutschschweiz, immer stärker als Umgangssprache verdrängt.